# The Outsiders (filme)
The Outsiders (Brasil: Vidas Sem Rumo / Portugal: Os Marginais) é um filme dramático de 1983 sobre amadurecimento, dirigido por Francis Ford Coppola, uma adaptação do romance de 1967 de mesmo nome, de S. E. Hinton. O filme foi lançado em 25 de março de 1983. Jo Ellen Misakian, bibliotecária da Lone Star Elementary School em Fresno, Califórnia, e seus alunos foram responsáveis por inspirar Coppola a fazer o filme.
O filme é conhecido por seu elenco de estrelas promissoras, incluindo C. Thomas Howell (que recebeu o Young Artist Award), Rob Lowe, Emilio Estévez, Matt Dillon, Tom Cruise, Patrick Swayze, Ralph Macchio e Diane Lane. . O filme ajudou a despertar o gênero Brat Pack dos anos 80. Tanto Lane quanto Dillon apareceram no filme relacionado de Coppola, Rumble Fish. Emilio Estevez passou a estar em That Was Then ... This Is Now, a única adaptação cinematográfica de S. E.Hinton onde Matt Dillon não estrelou.
O filme recebeu críticas positivas dos críticos e teve bom desempenho nas bilheterias, arrecadando US $ 33 milhões com um orçamento de US $ 10 milhões. 

## Sinopse
Na pequena cidade de Tulsa, Oklahoma, Ponyboy Curtis, garoto sensível e sonhador, é o caçula de uma família formada ainda pelos seus irmãos, por Darrel Curtis e Sodapop Curtis. Os três órfãos e membros da gangue Greases, possuem uma convivência adversária com uma outra gangue chamada Socs, tendo muitas brigas intensas entre ambos. Também fazem parte da gangue Dallas Winston (o mais durão de todos, que já esteve na prisão), Keith "Two-Bit" Mathews, Steve Randle e Johnny Cade (ainda um projeto de marginal, tímido e sensível, possuindo uma família problemática). A maioria dos Greasers tenta vencer e amadurecer enfrentando os Socs, mas nem todos eles pensam assim. Estes então procuram outras jornadas para conseguir sua maturidade e independência, indo de pequenas poesias à sacrifícios dolorosos.

## Elenco
Greasers
- C. Thomas Howell - Ponyboy Curtis
- Ralph Macchio - Johnny Cade
- Matt Dillon - Dallas "Dally" Winston
- Rob Lowe - Sodapop "Soda" Curtis
- Patrick Swayze - Darrell "Darry" Curtis
- Emilio Estevez - Keith "Two-Bit" Mathews
- Tom Cruise - Steve Randle
- Glenn Withrow - Tim Shepard

Socs
- Diane Lane - Sherry "Cherry" Valance
- Leif Garrett - Bob Sheldon
- Darren Dalton - Randy Adderson
- Michelle Meyrink - Marcia

Outros personagens
- Tom Waits - Buck Merrill
- Gailard Sartain - Jerry Wood
- S. E. Hinton - Nurse

## Produção
Francis Ford Coppola não pretendia fazer um filme sobre a angústia adolescente até que Jo Ellen Misakian, uma bibliotecária escolar da Lone Star Elementary School em Fresno, Califórnia, escreveu para ele em nome de seus alunos da sétima e oitava série sobre como adaptar The Outsiders. Quando Coppola leu o livro, ele foi movido não apenas para adaptá-lo e dirigi-lo, mas para segui-lo no ano seguinte adaptando o romance de Hinton, Rumble Fish. O elenco do último filme também incluiu Matt Dillon, Diane Lane e Glenn Withrow.
O filme foi filmado em Tulsa, Oklahoma. Coppola filmou The Outsiders e Rumble Fish consecutivamente em 1982. Ele escreveu o roteiro para o último, enquanto em dias de folga de filmar o primeiro. Muitos dos mesmos locais foram usados em ambos os filmes, assim como muitos dos mesmos membros do elenco e da equipe. Os créditos são mostrados no início do filme no estilo normalmente encontrado em uma peça publicada.
A ânsia de Coppola pelo realismo quase levou ao desastre durante a cena de queima da igreja. Ele pressionou por "mais fogo", e o pequeno incêndio controlado acidentalmente desencadeou um fogo muito maior e descontrolado, que uma chuva por sorte apagou.

## Recepção
O site de avaliação Rotten Tomatoes tem uma classificação de 64% baseado 39 comentários, com uma avaliação média de 6.1 / 10. O consenso do site diz: "As rachaduras continuam a aparecer no estilo de direção de Coppola, mas The Outsiders continua sendo uma adaptação barulhenta, estranha e divertida do romance clássico." Roger Ebert premiou o filme com duas e meia de quatro estrelas. , citando problemas com a visão de Coppola, "os personagens acabam como quadros, emoldurados e pendurados na tela".
Autores Janet Hirshenson e Jane Jenkins, em um livro de 2007, escreveram que a representação realista de adolescentes pobres "criou um novo tipo de filme, especialmente sobre adolescentes - uma visão mais naturalista de como os jovens falam, agem e experimentam o mundo." Este filme foi uma das poucas ofertas de Hollywood para lidar de forma realista com as crianças do lado errado das faixas, e para retratar honestamente as crianças cujos pais abusaram, negligenciaram ou falharam. ”
The Outsiders foi indicado para quatro Young Artist Awards, concedidos anualmente desde 1978 pela Young Artist Foundation. C. Thomas Howell ganhou por "Melhor Jovem Ator de Cinema em um longa-metragem". Diane Lane foi indicada para "Melhor Jovem Atriz Coadjuvante em um Filme". O filme foi indicado para "Melhor Filme em Destaque da Família". Francis Ford Coppola foi nomeado para o Prêmio de Ouro no 13º Festival Internacional de Cinema de Moscou.

## Prêmios e indicações

### Prêmios
Young Artist Awards
- Melhor jovem ator: C. Thomas Howell - 1984[1]

### Indicações
Festival de Moscou
- Melhor filme: 1983[2]

 Young Artist Awards
- Melhor filme: 1984
- Melhor jovem atriz coadjuvante: Diane Lane - 1984

## Versão Estendida
Em setembro de 2005, Coppola relançou o filme em DVD, incluindo 22 minutos de filmagens adicionais e novas músicas, como um conjunto de dois discos chamado The Outsiders: The Complete Novel. Coppola reinseriu algumas cenas deletadas para tornar o filme mais fiel ao livro. No início do filme, ele adicionou cenas em que Ponyboy é perseguido, onde a gangue fala sobre ir ao cinema, Sodapop e Ponyboy conversando em seu quarto e Dally, Pony e Johnny vagando antes de ir ao cinema. No final, Coppola adicionou as cenas que aconteciam no tribunal, Syme conversando com Ponyboy e Sodapop, Ponyboy e Darry no parque. Além disso, grande parte da partitura original foi substituída pela música popular dos anos 60, assim como pela nova música composta por Michael Seifert e Dave Padrutt. O filme foi reclassificado pela MPAA como PG-13 para "violência, beber e fumar adolescentes e algumas referências sexuais". 
O disco 2 do DVD inclui alguns recursos especiais, com entrevistas nos bastidores com o elenco e equipe, leituras do romance, cenas deletadas adicionais, trailer original de cinema e um segmento da NBC News Today de 1983 falando sobre como os adolescentes de Outsiders inspirou jovens em todo o mundo.
O diretor também removeu três cenas que estavam na versão teatral para melhorar o ritmo. Essas cenas são: Ponyboy e Johnny olhando suas silhuetas no lago e falando sobre seus cabelos, tentando pegar um coelho e jogando pôquer. Eles podem ser encontrados no segundo disco como cenas adicionais junto com outras cenas deletadas que foram filmadas, mas não colocadas no filme. Além disso, Swayze, Macchio, Lane e Howell se reuniram na propriedade de Coppola para assistir ao relançamento, e seus comentários estão incluídos no DVD. Dillon e Lowe forneceram comentários separados.